# Michel Wöcke
Michel Wöcke (* 4. Dezember 1995) ist ein schweizerisch-deutscher Unihockeyspieler, der beim Nationalliga-A-Verein HC Rychenberg Winterthur unter Vertrag steht.

## Karriere
Als 14-Jähriger wechselte Wöcke zum HC Rychenberg, wo er alle Juniorstufen durchlief.

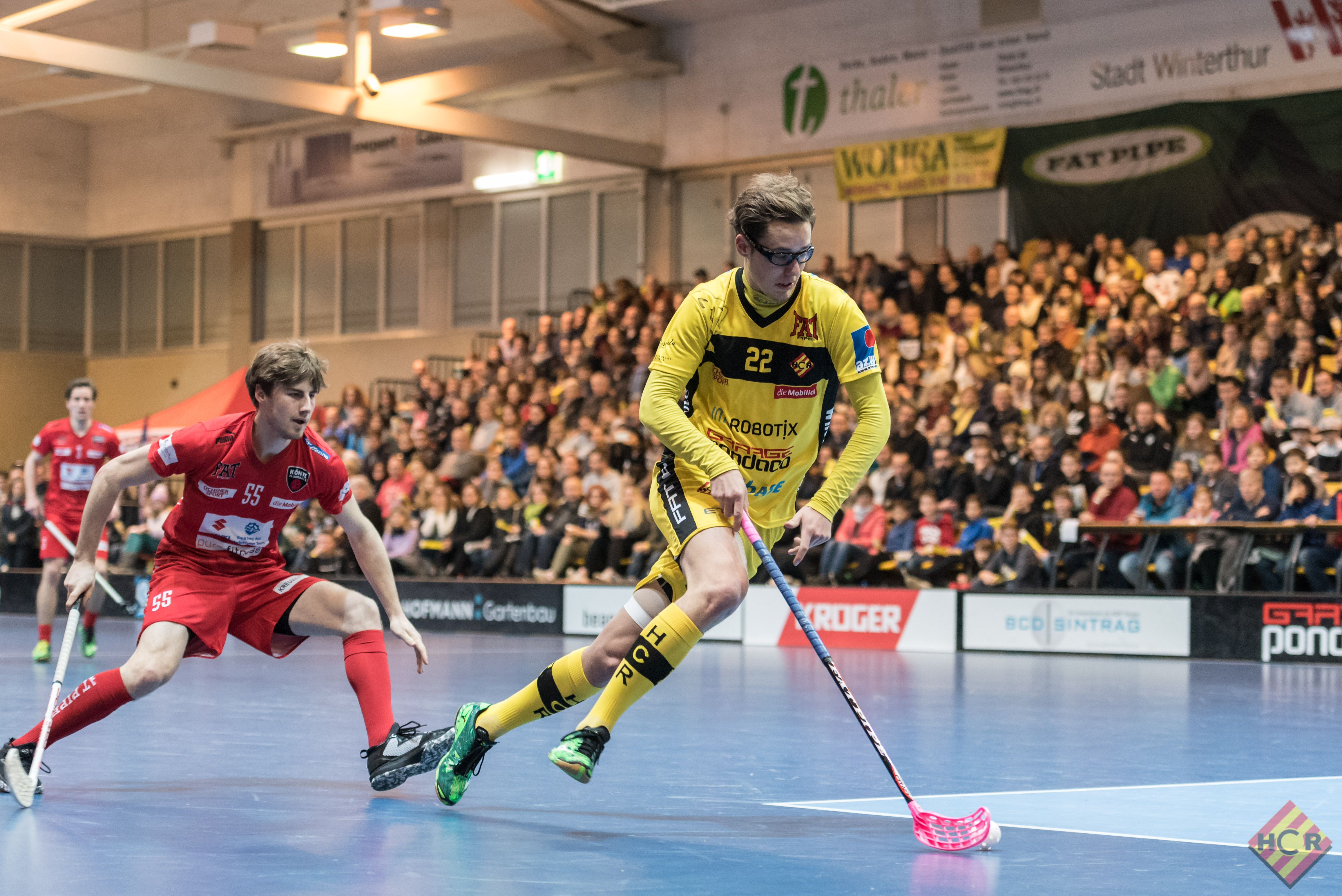
In einem Spiel gegen Floorball Köniz (ca. 2017)

Wöcke debütierte in der Saison 2014 für den HC Rychenberg Winterthur in der Nationalliga A. In der Saison 2020/21 war er Top-Scorer des Vereins.
Im Sommer 2021 wechselte er nach Schweden zu IBK Dalen in Umeå. Da er unter dem neuen Trainer in der zweiten Saison kaum mehr zu Einsätzen kam, kehrte er im Dezember 2022 unter der Saison nach Winterthur zurück.
Aufgrund einer deutschen Grossmutter kann Wöcke für die deutsche Floorballnationalmannschaft auch international spielen. Bei der Weltmeisterschaft 2022 erzielte er am meisten Tore für seine Mannschaft.